# 峨眉飞蛾槭
峨眉飞蛾槭（学名：Acer oblongum var. omeiense）为槭树科枫属下的一个变种。

## 扩展阅读
- 維基物種上的相關：峨眉飞蛾槭